# Фернандо Хосе Бельйосо Фернандес
Фернандо Хосе Бельйосо Фернандес (1940) — іспанський дипломат.

## Життєпис
Народився в 1940 році в місті Малага, Андалузія (Іспанія). У 1971 закінчив Мадридську дипломатичну школу, юридичний факультет.
З 1971 по 1975 — 2-й, 1-й секретар посольства Іспанії в Тегерані (Іран).
З 1975 по 1979 — 1-й секретар, радник посольства Іспанії в Вашингтоні (США).
З 1979 по 1983 — співробітник Управління дипломатичної інформації МЗС Іспанії в Мадриді.
З 1983 по 1986 — радник-посланець посольства Іспанії в Парижі (Франція).
З 1986 по 1991 — генеральний консул Іспанії в Чикаго (США).
З 1991 по 1996 — Надзвичайний і Повноважний Посол Іспанії в Тегерані (Іран).
З 1996 по 2001 — Надзвичайний і Повноважний Посол Іспанії в Києві (Україна).